# Palpares adspersus
Palpares adspersus är en insektsart som först beskrevs av Navás 1914.  Palpares adspersus ingår i släktet Palpares och familjen myrlejonsländor. Inga underarter finns listade i Catalogue of Life.